# Sint-Michaël en Sint-Jozefskerk

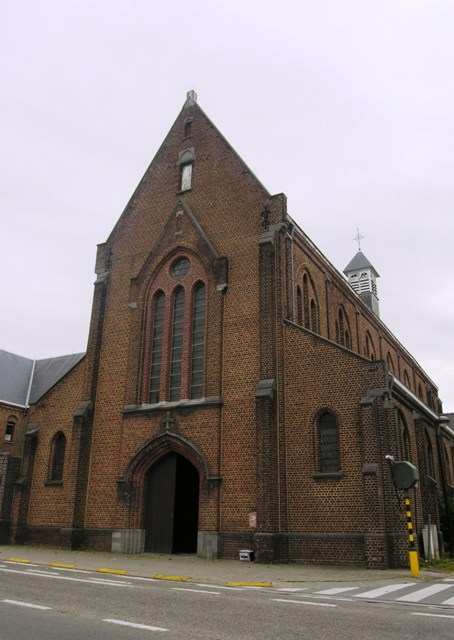
Sint-Michaël en Sint-Jozefskerk

De Sint-Michaël en Sint-Jozefskerk is een kerkgebouw in de Vlaams-Brabantse plaats Wezembeek-Oppem, gelegen aan de Mechelsesteenweg 82. De kerk bevindt zich te Oppem.

## Geschiedenis
De kerk werd gebouwd als kloosterkerk bij het Passionistenklooster en werd, evenals het klooster, ontworpen door Alphonse-Antoine Vandenberghe. De kerk werd in 1908 ingewijd als Sint-Jozefskerk.

## Gebouw
Het betreft een neogotische driebeukige kruisbasiliek die werd uitgevoerd in baksteen. Het koor is driezijdig afgesloten en de toren is een houten vieringtorentje. Het meubilair is neogotisch.